# Antoni Łukasiewicz
Antoni Łukasiewicz (Varsovia, Polonia, 26 de junio de 1983) es un exfutbolista polaco que jugaba en la posición de defensa, siendo su último equipo el Arka Gdynia de la Ekstraklasa de Polonia. Anteriormente, Łukasiewicz fue capitán de la Selección sub-21 polaca.

## Clubes
| Club              | País     | Año       |
| ----------------- | -------- | --------- |
| Polonia Varsovia  | Polonia  | 2002-2006 |
| Elche CF          | España   | 2006-2008 |
| → União de Leiria | Portugal | 2007-2008 |
| Śląsk Wrocław     | Polonia  | 2008-2012 |
| → ŁKS Łódź        | Polonia  | 2011      |
| ŁKS Łódź          | Polonia  | 2012      |
| Górnik Zabrze     | Polonia  | 2012-2014 |
| Arka Gdynia       | Polonia  | 2014-2018 |